# Glabridorsum glabrosum
Glabridorsum glabrosum är en stekelart som beskrevs av Jonathan 2000. Glabridorsum glabrosum ingår i släktet Glabridorsum och familjen brokparasitsteklar. Inga underarter finns listade i Catalogue of Life.